# Stouhna
La Stouhna (en ukrainien : Стугна) ou Stougna (en russe : Стугна) est une petite rivière d'Ukraine et un affluent de la rive droite du Dniepr.

## Géographie
Elle est longue de 68 km et draine un bassin de 785 km2.

## Histoire
La rivière est mentionnée dans Le Dit de la campagne d'Igor, un poème épique de la fin du XIIe siècle. Elle fut le théâtre de la bataille de la Stougna (en), le 26 mai 1093, qui opposa les princes de la Rus' de Kiev aux nomades coumans, qui remportèrent la victoire.

## Villes
La Stouhna coule dans l'oblast de Kiev et arrose la ville de Vassylkiv.